# Ephydroidea
Super-famille
Les Ephydroidea sont une super-famille d'insectes diptères brachycères muscomorphes.

## Classification
- famille des Camillidae
  - Afrocamilla
  - Camilla
  - Katacamilla
  - Noterophila
  - Teratocamilla
  - †Protocamilla
- famille des Curtonotidae
  - Axinota
  - Curtonotum
  - Cyrtona
  - Tigrisomyia
- famille des Diastatidae
  - sous-famille des Diastatinae
    - Diastata

  - sous-famille des Campichoetinae
    - Campichoeta
    - Euthychaeta
    - †Pareuthychaeta
- famille des Ephydridae
  - sous-famille des Discomyzinae
    - tribu des Discomyzini
      - Actocetor
      - Discomyza

    - tribu des Psilopini
      - Clanoneurum
      - Cnestrum
      - Psilopa
      - Scoliocephalus
      - Trimerina

  - sous-famille des Ephydrinae
    - tribu des Dagini
      - Brachydeutera

    - tribu des Ephydrini
      - Calocoenia
      - Coenia
      - Ephydra
      - Halmopota
      - Paracoenia
      - Setacera

    - tribu des Parydrini
      - Eutaenionotum
      - Parydra

    - tribu des Scatellini
      - Haloscatella
      - Lamproscatella
      - Limnelia
      - Phytothelma
      - Scatella
      - Scatophila
      - Teichomyza
      - Thinoscatella

  - sous-famille des Gymnomyzinae
    - tribu des Discocerinini
      - Diclasiopa
      - Discocerina
      - Ditrichophora
      - Gymnoclasiopa
      - Hecamedoides
      - Polytricophora

    - tribu des Gymnomyzini
      - Athyroglossa
      - Chlorichaeta
      - Mosillus
      - Placopsidella

    - tribu des Hecamedini
      - Allotrichoma
      - Elephantinosoma
      - Hecamede

    - tribu des Lipochaetini
      - Glenanthe
      - Homalometopus

    - tribu des Ochtherini
      - Ochthera

  - sous-famille des Hydrelliinae
    - tribu des Atissini
      - Asmeringa
      - Atissa
      - Ptilomyia
      - Schema
      - Subpelignus

    - tribu des Dryxini
      - Dryxo

    - tribu des Hydrelliini
      - Hydrellia

    - tribu des Notiphilini
      - Dichaeta
      - Notiphila

    - tribu des Typopsilopini
      - Typopsilopa

  - sous-famille des Ilytheinae
    - tribu des Atissini
      - Axysta
      - Hyadina
      - Lytogaster
      - Nostima
      - Parydroptera
      - Pelina
      - Philygria

    - tribu des Ilytheini
      - Ilythea
      - Zeros
- famille des Drosophilidae
  - sous-famille des Drosophilinae
    - tribu des Colocasiomyini
      - Baeodrosophila
      - Balara
      - Chymomyza
      - Colocasiomyia
      - Lissocephala
      - Neotanygastrella
      - Phorticella
      - Protochymomyza
      - Scaptodrosophila

    - tribu des Drosophilini
      - Arengomyia
      - Bialba
      - Calodrosophila
      - Celidosoma
      - Collessia
      - Dettopsomyia
      - Dichaetophora
      - Dicladochaeta
      - Drosophila
      - Hirtodrosophila
      - Hypselothyrea
      - Idiomyia
      - Jeannelopsis
      - Laccodrosophila
      - Liodrosophila
      - Lordiphosa
      - Microdrosophila
      - Miomyia
      - Mulgravea
      - Mycodrosophila
      - Palmomyia
      - Paraliodrosophila
      - Paramycodrosophila
      - Poliocephala
      - Samoaia
      - Scaptomyza
      - Sphaerogastrella
      - Styloptera
      - Tambourella
      - Zaprionus
      - Zaropunis
      - Zapriothrica
      - Zygothrica

    - incertae sedis
      - Marquesia

  - sous-famille des Steganinae
    - tribu des Gitonini
      - Allopygaea
      - Acletoxenus
      - Amiota
      - Apenthecia
      - Apsiphortica
      - Cacoxenus
      - Crincosia
      - Electrophortica
      - Erima
      - Gitona
      - Hyalistata
      - Luzonimyia
      - Mayagueza
      - Paracacoxenus
      - Paraleucophenga
      - Paraphortica
      - Phortica
      - Pseudiastata
      - Pseudocacoxenus
      - Rhinoleucophenga
      - Soederbomia
      - Trachyleucophenga

    - tribu des Steganini
      - Eostegana
      - Leucophenga
      - Pararhinoleucophenga
      - Parastegana
      - Pseudostegana
      - Stegana

    - incertae sedis
      - Neorhinoleucophenga
      - Pyrgometopa